# Staatspreis für Kinderlyrik
Der österreichische Staatspreis für Kinderlyrik war eine internationale Auszeichnung für deutschsprachige Kinderlyrik, die zur Gruppe der Staatspreise der Republik Österreich gehörte.
Der Preis wurde bis 2007 alle zwei Jahre verliehen und war zuletzt mit 8000 Euro dotiert.

## Preisträger
- 1993 Hans Manz
- 1995 Frantz Wittkamp
- 1997 Josef Guggenmos
- 1999 Friedl Hofbauer
- 2001 Georg Bydlinski, Gerald Jatzek; Laudatio Renate Welsh[1][2]
- 2003 Dieter Mucke
- 2005 Heinz Janisch
- 2007 Gerda Anger-Schmidt